# Episodi di Non lasciamoci più (seconda stagione)
La seconda stagione della serie televisiva Non lasciamoci più, dal titolo Non lasciamoci più 2, andò in onda in prima visione su Rai 1 nel 2001.
| Episodio | Titolo                  | Prima TV Italia  |
| -------- | ----------------------- | ---------------- |
| 1        | Un figlio in comune     | 7 gennaio 2001   |
| 2        | Nonno Giuseppe          | 14 gennaio 2001  |
| 3        | Lo scopo della vita     | 21 gennaio 2001  |
| 4        | Il passato ritorna      | 28 gennaio 2001  |
| 5        | L'apparenza inganna     | 4 febbraio 2001  |
| 6        | Sacrificio d'amore      | 11 febbraio 2001 |
| 7        | Mia figlia è felice?    | 18 febbraio 2001 |
| 8        | Una famiglia imperfetta | 25 febbraio 2001 |